# William Edge
William Leonard Edge (8 novembre 1904 - 27 septembre 1997) est un mathématicien britannique surtout connu pour ses travaux en géométrie finie. Les étudiants le connaissaient sous le nom de WLE.

## Biographie
Edge est né à Stockport de parents instituteurs. Il  est élève à la Stockport Grammar School avant d'étudier au Trinity College de Cambridge en 1923 où il obtient une bourse d'entrée et  plus tard un MA DSc. En 1928, le Trinity College le nomme Research Fellow, et il est également Allen Scholar.
William Edge est un étudiant en géométrie de Henry Frederick Baker à Cambridge. La thèse d'Edge étend la délimitation de Luigi Cremona en 1868 des surfaces réglées quadriques dans l'espace réel projectif  de dimenson 3. Edge réalise une « classification systématique des surfaces réglées quintiques et sextiques de l'espace projectif tridimensionnel ».
En 1932 Edmund Taylor Whittaker invite Edge à donner des conférences à l'Université d'Édimbourg. En 1949, il y devient lecteur et professeur en 1969.

## Recherche
Dans les années 1950, Edge commence à explorer les espaces vectoriels sur les corps finis comme une approche de la géométrie finie. Les points et les lignes de la géométrie projective finie apparaissent sous forme de lignes et de plans dans ces espaces, et les projections de ces espaces fournissent une représentation de certains groupes finis. Par exemple, en 1954, il décrit l'espace S tridimensonnel à coefficients dans GF(3) : il possède 40 points, 13 dans chaque plan et 4 sur chaque droite. Dans cet espace  S, il décrit une quadrique à 16 points avec deux droites régulières de quatre droites chacune. Il prolonge les travaux de Moore, Jordan et Dickson sur le groupe alterné A 8 représenté par le groupe spécial linéaire  projectif PSL(4,2). L'année suivante, il paramètre les droites de l'espace S sur GF(3) par analogie avec la description quadrique de Klein des droites dans Le plan projectif tridimensionnel. 
Edge prend sa retraite en 1975. Célibataire de longue date et fervent catholique romain, Edge passe ses dernières années dans la Maison des Sœurs de Nazareth à Bonnyrigg, au sud d'Édimbourg, et y meurt le 27 septembre 1997.

## Honneurs et distinctions
En 1934, Edge est élu membre de la Royal Society of Edinburgh avec comme proposants Sir Edmund Taylor Whittaker, Herbert Westren Turnbull, Edward Thomas Copson et David Gibb (en). Il remporte le prix Keith de la Société pour 1943–45.
Depuis 2013, chaque année, la School of Mathematics de l'Université d'Édimbourg célèbre les EDGE Days, un atelier annuel d'une semaine en géométrie algébrique nommé d'après Edge.